# André Courrèges

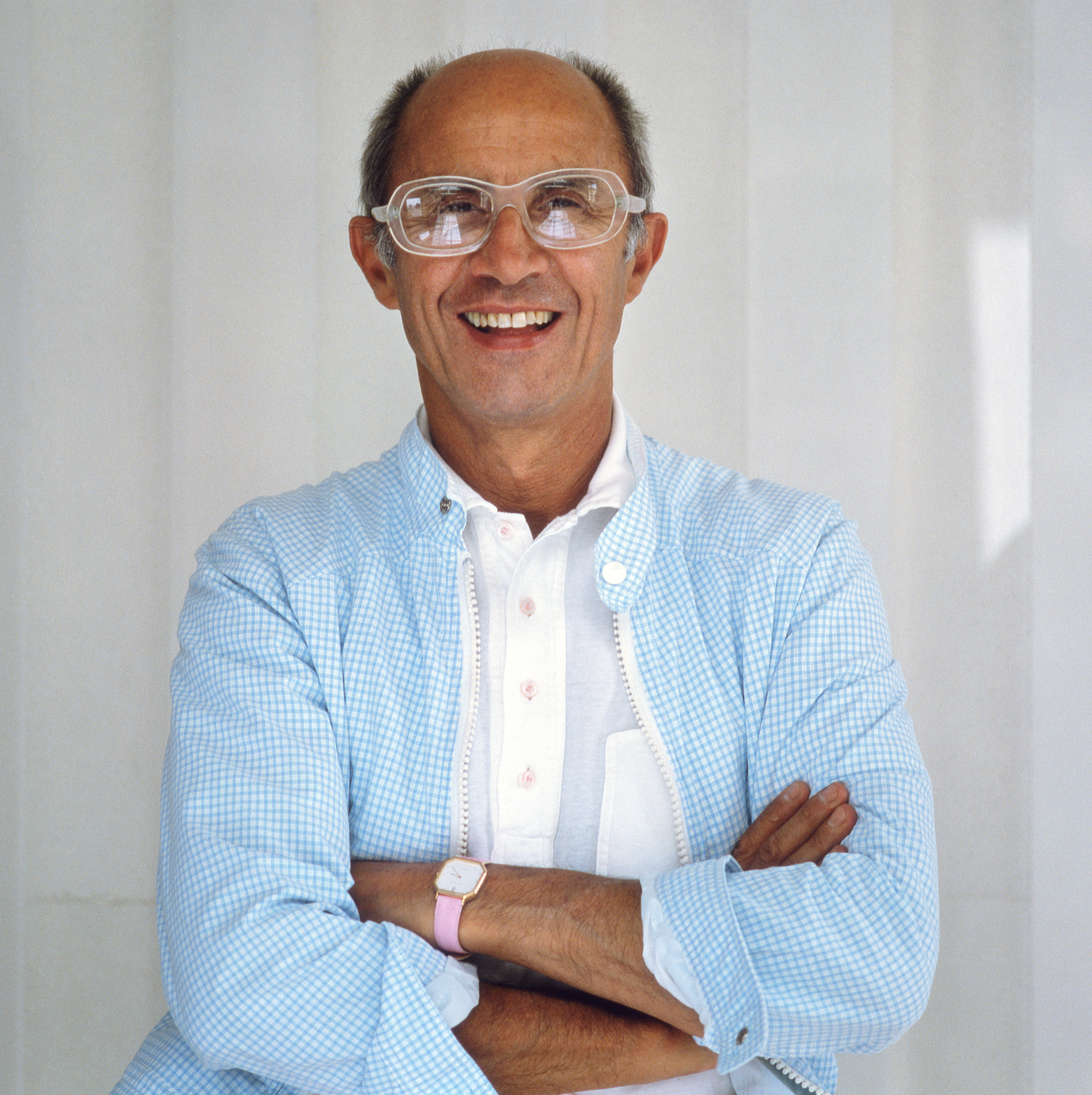
André Courrèges

André Courrèges (Pau, 9 maart 1923 – Neuilly-sur-Seine, 7 januari 2016) was een Frans modeontwerper.

## Carrière als modeontwerper

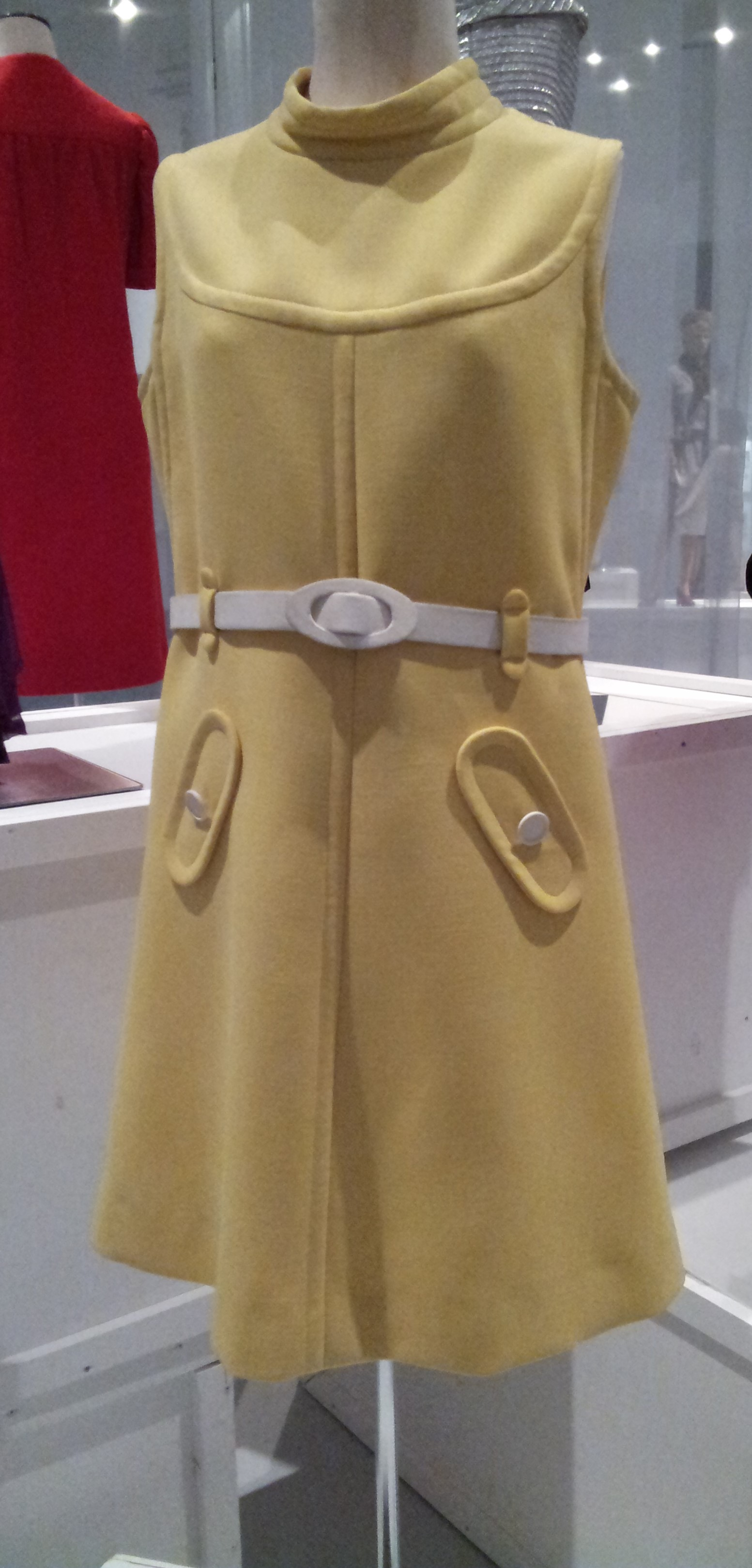
Gele wollen jurk van Courrèges uit 1967

Courrèges was altijd al geïnteresseerd in architectuur en textiel. Niets duidde erop dat hij in de mode zou gaan omdat Courrèges voor ingenieur studeerde, en dit later ook werd. Eenmaal daarna vond hij werk bij een kleermaker waar hij kleding en schoeisel voor mannen ontwierp. Van 1941 tot 1945 was Courrèges piloot in de Tweede Wereldoorlog. Courrèges opende zijn eigen modehuis, "Maison de Courreges", in 1961. Van daaruit begon hij zijn carrière. In 1967 trouwde hij met zijn assistente, Coqueline Barriere, een leerlinge van modehuis Balenciaga.
Courrèges is de ontwerper van o.a. het "minirokje" in de kleuren zoals roze, wit, turkoois. André Courrèges toont in 1964 een nieuw type vrouw, de "moongirl", geïnspireerd door de ruimtevaart. De mannequins tonen korte, architectonisch ogende jurken.
Na de reorganisatie in 1965 van zijn modehuis beschikte het over 3 lijnen:
- Prototypes, haute couture
- Couture Future, luxe "prêt-à-porter" lijn
- Hyperbole, goedkopere "prêt-à-porter"

Zijn professionele carrière als ontwerper eindigde in de jaren 90 van de 20e eeuw. Hij vocht jarenlang tegen de ziekte van Parkinson.

## Auto's en scooters

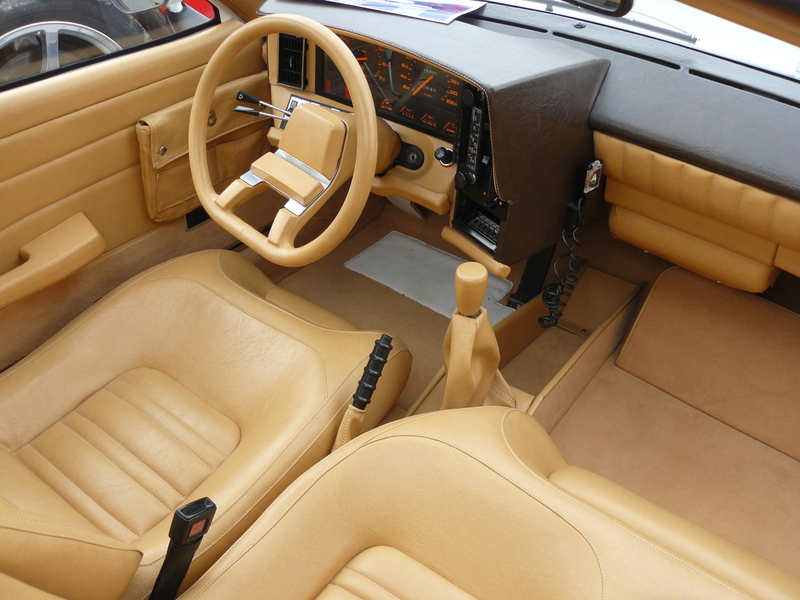
Matra-Simca Bagheera Courrèges

Als ontwerper begaf Courrèges zich enkele malen buiten de mode. Eind 1974 kwam een door Courrèges gestileerde versie van de Matra Bagheera op de markt, de Matra-Simca Bagheera Courrèges. Deze auto was geheel wit van buiten, had een beige lederen interieur en een "AC" logo op het linkerportier. Er zijn van september 1974 tot juni 1977 in totaal 661 Bagheera Courrèges gebouwd. In 1983 werkte hij samen met Honda voor een speciale uitvoering van de Tact-scooter.